# Sonny Silooy
Jan Jacobus ("Sonny") Silooy (Rotterdam, 1963. augusztus 31. –) korábbi holland labdarúgó, aki jelenleg segédedzőként dolgozik az amerikai D.C. United-ben.

## Pályafutás
Silooy jobbhátvédként vagy középhátvédként játszott és egyike az Ajax legendáinak. 1981. május 3-án debütált az Ajax színeiben mindössze 17 évesen és több mind 250 ötven mérkőzést játszott a klubnál az ott eltöltött két különböző időszakban. Azonkívül még játszott a Matra Racing, az Arminia Bielefeld, a De Graafschap és egy amatőr csapat a GVV Unitas színeiben. Játszott az 1996-os UEFA Bajnokok Ligája döntőjében a Juventus ellen, de kihagyott egy kulcsfontosságú tizenegyest a büntetőpárbajban, amit Ajax végül elveszített.

## Válogatott
Silooy 25 alkalommal húzhatta magára a holland labdarúgó-válogatott mezét. A 25 alkalom közül 8-szor az 1988-as labdarúgó-Európa-bajnokság selejtezőjében játszott, de utána soha többet nem lépett pályára nagy nemzetközi tornán.

## Edzői pályafutás
Edzői pályafutását a Jong Ajax ifjúsági akadémiáján és az utánpótlás csapatainál kezdte. 2010-be őt nevezték ki a Dayton Dutch Lions vezetőedzőjének. Otthagyta Dayton Dutch Lionst, hogy segédedző legyen a D.C. Unitednél.

## Fordítás
- Ez a szócikk részben vagy egészben  a   Sonny Silooy című angol Wikipédia-szócikk fordításán alapul.  Az eredeti cikk szerkesztőit annak laptörténete sorolja fel. Ez a jelzés csupán a megfogalmazás eredetét és a szerzői jogokat jelzi, nem szolgál a cikkben szereplő információk forrásmegjelöléseként.